# سن-ژنی-سور-مانتون
سن-ژنی-سور-مانتون (به فرانسوی: Saint-Genis-sur-Menthon) یک کمون در فرانسه است که در Canton of Pont-de-Veyle واقع شده‌است.

## خصوصیات
سن-ژنی-سور-مانتون ۱۱٫۵۵ کیلومترمربع مساحت و ۳۹۱ نفر جمعیت دارد و ۲۳۵ متر بالاتر از سطح دریا واقع شده‌است.